# Hylomys suillus
Hylomys suillus (короткохвостий гімнур) — вид ссавців родини їжакових. 

## Поширення
Вид широко розповсюджений в Південно-Східній Азії. Країни проживання: Бруней-Даруссалам, Камбоджа, Китай, Індонезія, Лаоська Народно-Демократична Республіка, Малайзія, М'янма, Таїланд, В'єтнам. Як правило, хоча і не завжди, знаходиться в горбистій місцевості. Діапазон поширення за висотою: 0—3000 м над рівнем моря. 

## Спосіб життя
Полюбляє вологі гірські біотопи, але їх також можна виявити в лісах низовин. За деякими даними, вид здатний адаптуватися до значного антропогенного впливу. Ці тварини знаходять собі притулок в гніздах з мертвого листя, розташованих у порожнистих структурах на землі і під камінням. Поживою є переважно безхребетні, включаючи комах і дощових хробаків (Lumbricus), але також може харчуватись фруктами. Вид може давати приплід протягом року, народжуючи до трьох дитинчат. Тривалість життя зазвичай не перевищує двох років.

## Загрози та охорона
Серйозних загроз для виду нема. Цей вид зустрічається в багатьох природоохоронних територіях.